# Toray Sillook Open 1981
Toray Sillook Open 1981 - жіночий тенісний турнір, що проходив на закритих кортах з килимовим покриттям Yoyogi National Gymnasium у Токіо (Японія). Належав до турнірів 3-ї категорії в рамках Toyota Series 1981. Турнір відбувся вдев'яте і тривав з 14 вересня до 20 вересня 1981 року. Несіяна Енн Кійомура виграла титул й отримала за це 34 тис. доларів США.

## Фінальна частина

### Одиночний розряд
Енн Кійомура —  Беттіна Бюнге 6–4, 7–5
- Для Кійомури це був 2-й титул в одиночному розряді за рік і за кар'єру.

## Розподіл призових грошей
| Дисципліна       | П       | F       | 3-тє    | 4-те   | ЧФ     | 1/8    | 1/16   |
| Одиночний розряд | $34,000 | $18,000 | $10,500 | $8,500 | $4,000 | $2,000 | $1,000 |

## Нотатки
1. ↑  Турніри з призовими для жінок принаймні 100 тис. доларів.[1]